# 小行星16683
小行星16683（16683 Alepieri）是一颗绕太阳运转的小行星，为主小行星带小行星。该小行星于1994年5月3日发现。

## 轨道参数
小行星16683的轨道半长轴为3.0370276 UA，离心率为0.120。